# Corneometer

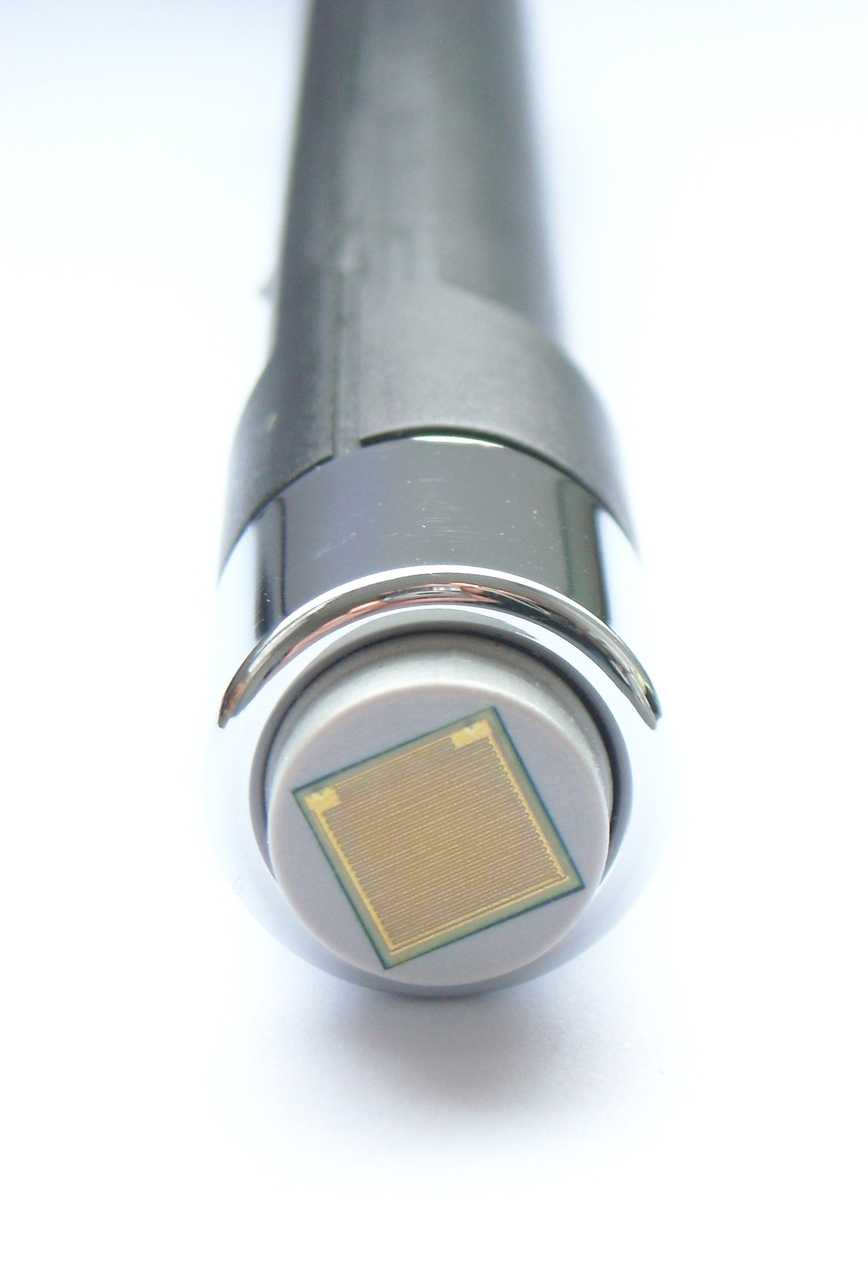
Corneometersonde mit Interdigitalelektrode

Das Corneometer ist ein Messinstrument zur quantitativen Bestimmung der Hautfeuchte der oberen Hautschichten. Es misst den kapazitiven Wechselstromwiderstand der Haut.

## Messprinzip

Schema einer Interdigitalelektrode, wie sie im Corneometer eingesetzt wird.

Feldlinienverlauf (schwarze Linien) zwischen zwei Elektrodenfingern (rot und blau dargestellt) entlang eines Querschnitts der Elektrode

Eine gegen die Haut elektrisch isolierte Interdigitalelektrode wird auf die Haut aufgesetzt und eine Wechselspannung angelegt. Aus dem Verhalten der Wechselspannung wird die Impedanz der Hautoberfläche bestimmt. Da das elektrische Feld einer Interdigitalelektrode nur rund 10 µm tief in die Haut eindringt reagiert das Messinstrument nur auf die Feuchte in den oberen Hautschichten. Der grundsätzlich hohe Wassergehalt des tieferen Gewebes beeinflusst die Messung somit nicht.
Die Abbildung unten zeigt den prinzipiellen Feldlinienverlauf zwischen zwei Fingern der Elektrode solange die Elektrode noch nicht auf der Haut aufgesetzt ist. Die Haut wird in dieser Darstellung rechts oder links der beiden Elektroden aufgesetzt. Nur die zwischen den beiden Elektroden herausreichenden Feldlinien tragen zum Messwert bei. Sie verlieren mit zunehmendem Abstand zu den Elektroden exponentiell an Stärke.

## Name
Der Begriff Corneometer ist eine eingetragene Handelsmarke der Courage+Khazaka electronic GmbH. Von diesem Markennamen leitet sich die verbreitete Bezeichnung Corneometrie für die Messung der Hautfeuchte ab. Das Corneometer hat sich nach seiner Erfindung im Jahr 1979 zum weit verbreiteten Standardinstrument für die Bestimmung der Hautfeuchte entwickelt. Heute (2019) sind rund 5000 wissenschaftliche Veröffentlichungen hierzu bekannt.